# Mierenkrekel
De mierenkrekel (Myrmecophilus acervorum, vroeger: Myrmecophila acervorum) is een rechtvleugelig insect uit de familie Myrmecophilinae. De mierenkrekel behoort tot de krekelachtigen (Ensifera) maar lijkt enigszins op een mier.

## Kenmerken
De mierenkrekel is een onopvallende soort vanwege de bruine kleur en het zeer kleine, afgeplatte lichaam, dat een lengte van 2 tot maximaal 3 millimeter bereikt, de mannetjes blijven nog kleiner. Het lichaam is ongevleugeld en ook vleugelstompjes ontbreken, het halsschild is moeilijk van het achterlijf te onderscheiden en is onopvallend. De lichaamskleur is bruin, de onderrand van het halsschild en de eerste bovenste segmentplaat zijn duidelijk lichter zodat een dubbele dwarsstreep ontstaat. De antennes zijn ongeveer even lang als lichaam en grotendeels bruin van kleur, ze vallen op door de geelbruine punt. De cerci (achterlijfsaanhangsels) zijn sterk verbreed en staan naar boven gericht. Ze zijn sterk behaard wat bij andere groepen van rechtvleugeligen niet voorkomt.
De mierenkrekel heeft in tegenstelling tot alle andere krekels en sprinkhanen het vermogen tot stridulatie verloren en kan dus geen geluid meer maken. Ook de gehoororganen zijn gedegenereerd. Uiterlijk lijkt de mierenkrekel meer op een nimf van een kakkerlak dan op een krekel. De mierenkrekels uit het geslacht Myrmecophilus zijn onderling zeer moeilijk uit elkaar te houden omdat ze sterk op elkaar lijken en ook de levenswijze is vrijwel identiek. Als ze met andere groepen van rechtvleugeligen worden vergeleken zijn ze echter niet te verwarren.

## Verspreiding en habitat
De mierenkrekel komt niet voor in Nederland en België maar is een Zuid-Europese soort. In Duitsland komt de krekel in een geïsoleerde populatie voor rond Koblenz, zo'n 100 kilometer van de Belgische en 150 km van de Nederlandse grens. In Frankrijk is een grotere populatie rond Reims. Verder komt de mierenkrekel voor in oostelijk Europa met als westelijke grens zuidoostelijk Duitsland.
Op 4 mei 2020 werden minimaal vijf mierenkrekels gezien in een nest van de gele weidemier in een tuin in het Nederlandse Cuijk.

## Levenswijze
Het bijzondere uiterlijk van de mierenkrekel is te danken aan de levenswijze. Mierenkrekels leven samen (symbiose) met mieren en zijn uitsluitend te vinden in mierennesten. In tegenstelling tot vrijwel alle andere rechtvleugeligen leeft de mierenkrekel ondergronds. Ander krekelsoorten schuilen soms in holletjes maar foerageren buiten op zoek naar voedsel. De mierenkrekel leeft echter obligaat ondergronds en altijd in mierennesten. Over wat de krekel doet in het nest is niet veel bekend. Van larven van sommige zweefvliegen weten we dat ze de afvalstoffen van mieren eten waardoor ze getolereerd worden maar de mierenkrekel eet waarschijnlijk de larven en eieren van de mieren. Hoe de krekel erin slaagt de mieren te omzeilen is niet bekend. Nestindringers worden door mieren direct aan stukken geknipt en vermoed wordt dat de krekel de nestgeur aanneemt om de mieren te misleiden.
Het uiterlijk van de mierenkrekel hangt samen met de levenswijze vanwege het enigszins mier-achtige uiterlijk. Omdat de krekel ondergronds leeft, zijn ogen nutteloos en de krekel navigeert voornamelijk op de tast. De omhoog gerichte en behaarde cerci dienen net als de gevoelige antennes als tastzintuig.
Over de voortplanting is vrijwel niets bekend. In sommige populaties lijken de mannetjes te ontbreken en planten de vrouwtjes zich maagdelijk voort.